# Мира Бједов
Мира Бједов, удата Николић (рођена 7. септембра 1955. у Мокром Пољу) је некадашња југословенска и хрватска кошаркашица која је играла на позицији центра. Била је члан Југословенске репрезентације која је освојила бронзану медаљу на Олимпијским играма у Москви.

## Каријера
Као сестра кошаркаша Задра, Жарка Бједова, почела је да тренира 1974. године. Прво је тренирала за клуб Индустромонтажа (касније Монтинг) из Загреба. У овом тиму имала је велике успехе освојивши првенство Југолсавије и Куп, а на међународној сцени Куп Лилијане Ронкети. У тиму саиграчице су јој биле Маријана Бушљета, Сања Ожеговић, Јасна Ловринчић, Нада Цветковић и др. 1985. године је отишла у иностранаство и то у Швајцарску где је остала до краја каријере. тамо је остала и након завршетка играчке каријере.

### Репрезентација
Била је дугогодишња репрезентативка Југославије. Већ 1975. је играла на турнирима а 1976. и на Европском првенству у Француској. Прву медаљу са репрезентаацијом је освојила 1978. и то сребро на Европском првенству. Након тога је заједно са колегиницом из репрезентације Маријом Вегер играла за репрезентацију Европе. 1980. године на Олимпијским играма у Москви осваја и бронзану медаљу. Ту репрезентацију су чиниле још и Софија Пекић, Вукица Митић, Зорица Ђурковић и др.